# Thomas Vinau
Thomas Vinau, né le 26 septembre 1978 à Toulouse, est un poète, novelliste et romancier français. Il vit dans le Luberon,.

## Prix littéraires: sélections et récompenses
- 2018 Il y a des monstres qui sont très bons, Prix René Kowalski des lycéens
- 2017 Le camp des autres, sélection finale du Prix Wepler, du Prix Amila Meckert, du Prix Grain de Sel, du Prix des lecteurs Escale du livre et du Prix des Libraires en Seine
- 2016 Des Salades, Prix Joël Sadeler
- 2016 Bleu de travail, Prix René Leynaud
- 2015 Juste après la pluie, Prix Copo des Lycéens
- 2015 La part des Nuages, sélection Prix des Lycéens de la région Paca
- 2015 Ici ça va, sélection finale du Prix de littérature française Lire en Poche
- 2012 Les derniers seront les derniers est présélectionné pour le Prix Méditerranée de la poésie[3].
- 2012 Nos cheveux blanchiront avec nos yeux est présélectionné pour le Prix du livre européen[4].

## Collaborations
Plaquettes, objets poétiques et micro-édition
Cousu main, Centrifuges, -36° éditions, Fireboox (Voix-éditions), Derrière la salle de bain, Mi(ni)crobe, Passages, Carted, Encre vives, Les carnets du dessert de lune, Le Petit Flou, La Porte...
Revues littéraires
Décapage, L'Armée noire, Ventscontraires.net, Le Chant du monstre, La Moitié du fourbi, Décharge, Patchwork, Bad to the Bone, Espace(s), Métèque, Bacchanales, Gare maritime…